# Olixon abrahami
Olixon abrahami  (лат.) — вид бескрылых ос рода Olixon из семейства Rhopalosomatidae (Apocrita, Vespoidea). Австралия (штат Западная Австралия). Длина самок 4,5—5,1 мм (самцов — 4,4—4,5 мм). Длина головы и груди самок 2,1—2,2 мм (2,0—2,1 мм). Брахиптерные виды с укороченными крыловыми остатками; коричнево-чёрные, блестящие. Вид был впервые описан в 2009 году австралийскими энтомологами Ларсом Крогманном (Lars Krogmann), Эндрю Остином (Andrew D.Austin; оба из Университета Аделаиды, Аделаида) и Яном Науманном (Ian D. Naumann; Australian Government Department of Agriculture, Fisheries and Forestry, Канберра) и назван в честь профессора Рудольфа Абрахама (Prof. Rudolf Abraham; Эльмсхорн, Германия)
.